# Noachitische geboden
De Noachitische geboden, Noachidische geboden of de Zeven Wetten van Noach (Hebreeuws: שבע מצוות בני נח) zijn een rabbinale constructie op grond van de Hebreeuwse Bijbel (Genesis 2:16 en 9:4 en verder), die speciaal bestemd is voor niet-Joden die willen leven zoals God het bedoeld heeft. Men noemt dit ook wel Briet Noach, het "Verbond van Noach".
De Noachitische Geboden zijn:
1. Gebod om rechtvaardigheid te betrachten, rechtbanken in te stellen en in stand te houden om de volgende verboden te kunnen handhaven.
2. Verbod om de Schepper te vervloeken of Zijn Naam te gebruiken of om (iets van) het geschapene te vervloeken.
3. Verbod op afgoderij (schepselen dienen of aanbidden).
4. Verbod om te moorden.
5. Verbod op onzedelijkheid zoals incest.
6. Verbod om te stelen of iemand te ontvoeren.
7. Verbod op het eten van het vlees van een nog levend dier.

Degenen die deze geboden bewust willen naleven worden Noachieten genoemd.
In paragraaf 73 van boek III van Jehuda Halevi’s Kuzari wordt het vers “En God de Heer beval de mens zeggende: van elke boom van de tuin moogt gij vrijelijk eten” (Genesis II, 16vv.) als volgt geïnterpreteerd:
1. “[Hij] beval”: jurisdictie (rechtvaardigheid, instelling van rechtbanken).
2. “De Heer”: verbod op godslastering.
3. “God”: verbod op afgoderij.
4. “De mens”: verbod op moord.
5. “Zeggende”: verbod op incest.
6. “Van elke boom van de tuin”: verbod op ontvoering (maagdenroof).
7. “Gij moogt vrijelijk eten”: verbod op het eten van het vlees van een levend dier.

Een primitief volk dat aan kannibalisme doet, is in deze zienswijze afgeweken van de weg van de Noachieten. Daarentegen volgen hindoes en boeddhisten het Noachitisch verbond. Deze gedachte is uitgewerkt door rabbi Elia Benamozegh uit Livorno over wie Aimé Pallière schrijft in diens boek Le sanctuaire inconnu en komt ook voor in de geschriften van Henri van Praag over het jodendom.
Hugo de Groot zou door deze universele regels zijn gekomen tot zijn concept van het natuurrecht. De Groot werd evenals Noach, Mozes en Jochanan ben Zakkai in een kist (ark, biezen mandje, lijkkist, boekenkist) gered.